# Alícia Gorina López-Dóriga
Alícia Gorina López-Dóriga   (Barcelona, 1979) és una directora teatral catalana. També ha treballat com a ajudant de direcció amb Pau Miró, Jordi Oriol, Àlex Serrano i Sandra Simó; productora i professora de teatre a l'Institut del Teatre, l'Associació de Mestres Rosa Sensat i el Col·legi del Teatre de Barcelona És membre fundadora de l'Associació Artística Indi Gest, juntament amb Jordi Oriol i a Sílvia Delagneau.
Llicenciada en Direcció i Dramatúrgia per l'Institut del Teatre i graduada en Interpretació, Veu i Cos pel Col·legi del Teatre de Barcelona. També ha rebut formació en dramatúrgia a l'Obrador de la Sala Beckett de Barcelona. Entre els anys 2013 i 2015 va cursar el Postgrau de Teatre i Eduació a l'Institut del Teatre, i des de l'any 2018 porta el programa educatiu del Teatre Lliure de Barcelona.
El 2005 va dirigir una de les seves primeres obres El cercle de guix caucasià de Bertolt Brecht dins del programa Big stage del Teatre de la Ciutat de Hèlsinki (Finlàndia), on havia fet un Erasmus. Entre 2008 i 2010 va girar per Catalunya amb Puputyttö, la chica conejita de la dramaturga finlandesa Saara Turunen; de la mateixa atura, va dur l'assaig obert The Little Jesus entre 2008 i 2009 a l'Espai Lliure del Teatre Lliure. També al Lliure, va representar Ludovicus Carolus, lectura de textos de Lewis Carroll (Sala Fabià Puigserver, 2009-2010). Més endavant, va dirigir a la Beckett Imatges gelades de Kristian Smeds (2012, entrenada al Festival Lola d'Esparreguera) i Flors, coescrit amb Patrícia Mendoza i Carla Torres (2010).
El 2013 va estrenar Si Déu és Bellesa, la Bellesa existeix? d'Albert Arribas al Festival Grec de Barcelona; i el 29 de novembre de 2014, l'obra teatral Watching Peeping Tom, al Festival Temporada Alta, juntament amb el seu pare, el crític Àlex Gorina. L'obra, que dialoga sobre la pel·lícula Peeping Tom, va ser nominada al millor espectacle de petit format als premis Butaca de 2016. Abans, entre 2013 i 2014 havia portat Frontex (dins l'espectacle Fronteres de Falk Richter al Teatre Nacional de Catalunya (TNC).
Al Teatre Maldà de Barcelona, va dirigir Déu és Bellesa de Paavo Rintala i Kristian Smeds (2017). L'any següent va estar nominada als premis Butaca a la millor direcció per Blasted de Sarah Kane, que es va representar al Festival Temporada Alta de 2017 i al TNC el 2018. Aquell any, es va encarregar de l'escena catalana de l'espectacle internacional Topographies of Paradies de Madame Nielsen al Teatre Dramaten de Suècia.
El 2019 va explorar la maternitat, la feminitat i la infància en la seva proposta teatral titulada In Wonderland a l'Espai Lliure, i també va dirigir Els ulls dels altres de Sadurní Vergés al Teatre Principal de Palma. L'any següent va recuperar Solitud de Caterina Albert al TNC, on es va poder veure del 10 de desembre al 3 de gener.
El 2021 va dirigir Aquell dia tèrbol que vaig sortir d'un cinema de l'Eixample i vaig decidir convertir-me en un om al Teatre Lliure, una obra teatral inspirada en l'adaptació cinematogràfica de la novel·la Les verges suïcides de Jeffrey Eugenides, dirigida el 1999 per Sofia Coppola.
A banda del teatre, va formar part del repartiment del curtmetratge Bamboleho (2001) interpretant el paper de Mara.